# مارتا کاردونا
مارتا کاردونا د میگل (به اسپانیایی: Marta Cardona) (متولد ۲۶ مه ۱۹۹۵) بازیکن فوتبال اسپانیایی است که برای رئال مادرید در لیگ برتر اسپانیا بازی می‌کند.

## باشگاه‌های حرفه‌ای
کاردونا کار خود را در زاراگوزا آغاز کرد. او در سال ۲۰۱۸ برای امضای قرارداد با لوانته، تیم شهر خود را ترک کرد و قبل از توافق با رئال سوسیداد یک فصل استراحت کرد.

## بازی‌های بین‌المللی
کاردونا اولین بازی خود را برای بزرگسالان اسپانیا در ۴ اکتبر ۲۰۱۹ در یک مسابقه مقدماتی یوفا زنان در گروه D یورو ۲۰۲۱ برابر جمهوری آذربایجان انجام داد.